# カスティーリャ王国

カスティーリャ王国
Reino de Castilla (スペイン語)

カスティーリャ王国の版図の変遷

カスティーリャ王国（カスティーリャおうこく、スペイン語: Reino de Castilla）は、中世ヨーロッパ、イベリア半島中央部にあった王国である。キリスト教国によるレコンキスタ（国土回復運動）において主導的役割を果たし、後のスペイン王国の中核となった。
Castillaの日本語表記は、カスティーリャ、カスティーリヤ、カスティリャ、カスティーリァ、カスティーリア、カスティリア、カスティーヤ、カスチラ、カストリヤ、カストリア、カステリヤ、カステリア、カスティージャと様々に音写されている。また、菓子のカステラは、王国名のポルトガル語発音である「カステーラ」（Castela）に由来するとされている。

## カスティーリャ伯領
8世紀初頭にイスラム教勢力がイベリア半島を侵略、キリスト教勢力は半島北端のカンタブリア山脈以北および北東部のピレネー山脈山麓周辺に追いつめられた。カンタブリア山脈の北ではアストゥリアス王国が成立、イスラム軍と衝突しつつも、徐々に南方へ領域を広げていき、914年、レオンへ遷都した（これ以降はレオン王国と呼ばれる）。
レオン王国の東部地域は、メセータと呼ばれる山々に囲まれた高原が広がり、常にイスラム軍の侵攻ルートとして使われ、戦闘が繰り返された。この地域の住人は、防衛のため多くの城塞を作った。この地域がカスティーリャと呼ばれるようになったのは、スペイン語で城を意味するカスティーリョ（castillo）に由来するといわれる。当初、この地は複数の伯領に分かれていたが、最前線としての軍事力強化を目的として、932年にカスティーリャ伯領として統合された。カスティーリャ伯フェルナン・ゴンサレスはレオン王国内での地位を強め、伯領に対する王国の支配力を排斥し、961年には事実上独立した。
1029年に、カスティーリャ伯ガルシア・サンチェスが暗殺されると、その妹を妃としていたナバラ王サンチョ3世が伯領を継承し、ナバラ王国に併合した。このころ、イベリア半島の中部および南部のイスラム圏（アル＝アンダルス）では後ウマイヤ朝が内紛で衰退し、タイファと呼ばれる小国が乱立する群雄割拠の時代に向かっていた。タイファの多くはキリスト教国のナバラに貢納しつつ、タイファ間での戦争によりますます疲弊していった。

## カスティーリャ＝レオン王国

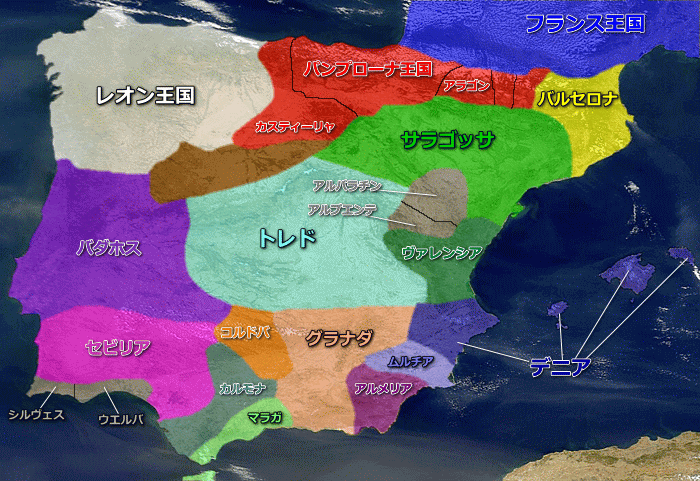
サンチョ3世時代。赤がナバラ王国で、カスティーリャはその最も西の逆T字形の部分

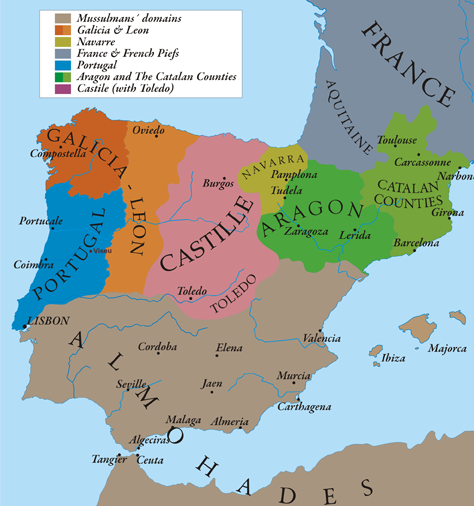
1210年のイベリア半島

1035年にサンチョ3世が死去すると、ナバラ王国領は4人の王子によって分割相続された。カスティーリャを相続した次男フェルナンド1世はカスティーリャ王を称し、1037年にはレオン王ベルムード3世を倒してレオン王位をも獲得する。こうしてカスティーリャ＝レオン王国が誕生した。
フェルナンド1世の死後も分割相続されたが（1065年）、カスティーリャ王となった長男サンチョ2世は、弟や妹らの領地を力ずくで再統合すべく行動を起こす。サンチョは従兄弟たちと戦うが敗れ、実の弟であるレオン王アルフォンソ6世とガリシア王ガルシアを攻撃する。一時はアルフォンソを捕らえ、ガルシアを追放することに成功。しかし、1072年、サンチョ2世はサモラに立てこもる妹の軍勢を包囲している最中、裏切った騎士により暗殺された。その結果、亡命していた弟のレオン王アルフォンソ6世が同年にカスティーリャの王位も得て、再び両王国は同君連合となった。
アルフォンソ6世は1085年、イスラム国のトレドを攻略し、さらに支配領域を拡大させようとした。危機感を抱いたタイファ諸国は、アフリカのムラービト朝に援助を求めた。ムラービト朝はそれに応えて1086年に兵を上陸させ、サグラハスの戦いにおいてアルフォンソ6世率いるカスティーリャ軍を撃破した。敗れたアルフォンソ6世はトレドまで撤退した。決戦に敗れはしたが、アルフォンソ6世はイベリア半島の中央部を流れるタホ川流域以北をキリスト教圏とすることに成功した。一方、南部のアル＝アンダルスでは、ムラービト朝によってタイファ諸国が併合され、統一された。
アルフォンソ7世の時代に、カスティーリャ王国からポルトガル王国が独立した（1143年）。また、ムラービト朝に代わりムワッヒド朝がイベリア半島南部を統治する。1157年にムワッヒド軍に包囲されたアルメリアの救援に間に合わず、カスティーリャへ帰還する途中にアルフォンソ7世が死亡すると、カスティーリャ＝レオン王国は2人の息子に再度分割相続され、サンチョ3世のカスティーリャ王国とフェルナンド2世のレオン王国とに分かれた。カスティーリャは東隣のアラゴン連合王国とは条約で国境を定めていたが、西隣のレオン、ポルトガルとは国境線をめぐって戦闘が繰り返された。ムワッヒド朝との戦いも進展せず、一進一退を繰り返していた。
このような状況で、教皇インノケンティウス3世は、キリスト教諸国間の争いをやめ、カスティーリャ王アルフォンソ8世の指揮下で一致団結して対イスラム戦争に邁進することを命じた。これに従い、カスティーリャにはレオン、ポルトガル、アラゴン、ナバラ各国の兵、さらにテンプル騎士団などの騎士修道会やフランスの司教に率いられた騎士らが集結した。ムワッヒド朝のカリフ・ムハンマド・ナースィルも10万以上の兵を集め、キリスト教連合軍を撃ち破るべく北上する。両軍は1212年7月16日にラス・ナバス・デ・トロサで決戦し、キリスト教連合軍が勝利した（ラス・ナバス・デ・トロサの戦い）。この戦いによってムワッヒド朝はイベリア半島での支配力を失い、イスラム勢力圏は再び小国乱立状態となり、その多くはタイファ同士の主導権争いで敗れたり、勢いづいたキリスト教諸国の餌食になり滅びた。その中でグラナダを首都とするナスル朝グラナダ王国が成立する。

## カスティーリャ王国統一
カスティーリャ王アルフォンソ8世の娘ベレンゲラとレオン王アルフォンソ9世との間に生まれたフェルナンド3世は、1217年に母から王位を譲られカスティーリャ王となっていたが、父の死に伴い1230年にレオン王位も継承した。レオンとカスティーリャは再び同君連合となったが、これ以降両国が分かれることはなかったため、単にカスティーリャ王国と呼ばれる。
1236年にコルドバの攻略に成功、1246年にはナスル朝を臣従させる。1248年のセビリア攻略にはナスル朝からも兵を拠出させ、長期戦の末に陥落させた。こうして、イベリア半島のイスラム国はナスル朝グラナダ王国のみとなった。
フェルナンド3世の後を継いだアルフォンソ10世は、カスティーリャとレオンで異なっている政治制度、法律、通貨、税制、度量衡などの統一にとりかかり、ローマ法をもとに『七部法典』を編纂した。首都トレドではトレド翻訳学派と呼ばれる学者集団の努力やアルフォンソ10世の支援でアラビア語で書かれた医学、数学、天文学の著作がラテン語に翻訳され、ヨーロッパにもたらされた。
アルフォンソ11世は『七部法典』を実施に移した。グラナダ王国は、アフリカのマリーン朝と提携してカスティーリャ王国に対抗していたが、1340年のサラードの戦いでカスティーリャ軍が勝利し、マリーン朝にイベリア半島から手を引かせ、グラナダ王国を孤立化させた。しかし、グラナダを攻略することはできなかった。1343年にカタルーニャに上陸したペストは翌年カスティーリャでも猛威を振るい、全人口の約2割が死亡した。また、王権強化を目指す王は下級貴族を登用し、有力貴族を押さえようとするが、既得権を守りたい有力貴族は反発し、王位継承権をめぐる争いに発展する。ペドロ1世と庶子であるエンリケ2世の王位継承権争いは、アラゴン、グラナダ、さらには百年戦争中のフランスとイングランドの介入を招き、戦乱が拡大する（第一次カスティーリャ継承戦争）。エンリケ2世は一度はペドロ1世に敗れるが（ナヘラの戦い）、1369年にペドロ1世がモンティエルの戦いで戦死、エンリケ2世がカスティーリャ王に即位し、トラスタマラ朝が開かれた。

## トラスタマラ朝

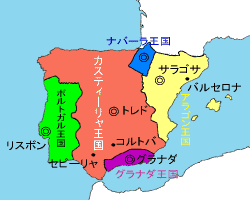
イサベル1世がカスティーリャ王に即位した1474年におけるイベリア半島の勢力地図

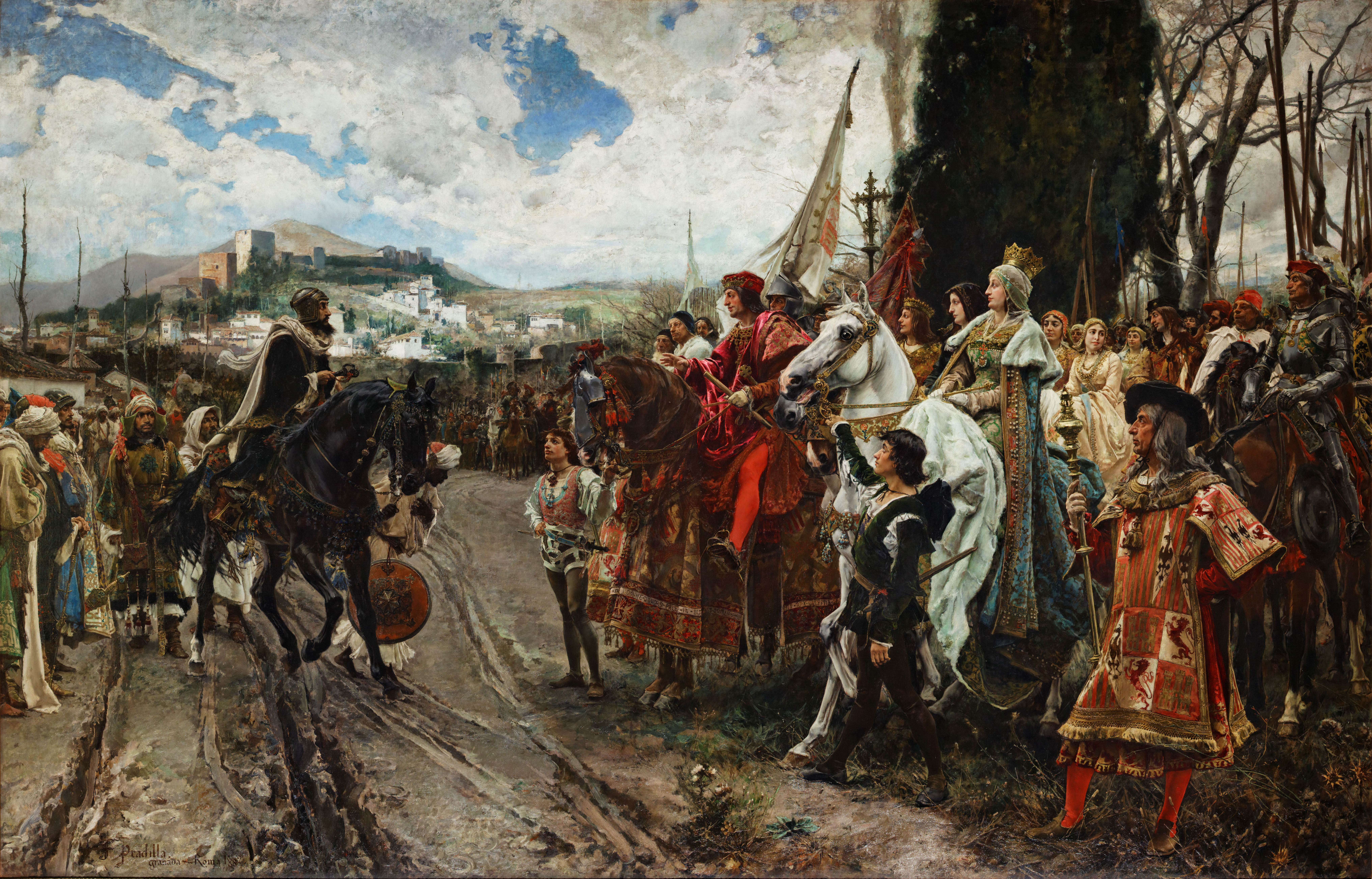
『グラナダの降伏』。右側がカトリック両王（イサベルとフェルナンド）

エンリケ3世が死去すると、息子フアン2世が即位し、エンリケ3世の弟フェルナンドが摂政となった。フェルナンドは1410年、対グラナダ戦争を開始し、アンテケーラを攻略した。フェルナンドは1412年にアラゴン王に選出され（カスペの妥協）、フェルナンド1世となるが、その後もカスティーリャの宮廷に影響力を及ぼし続けた。フェルナンド1世の死後も息子たちが権勢を振るっていたが、成人したフアン2世とカスティーリャ貴族らはこれを追放、アラゴンとの関係は悪化した。
エンリケ4世は有力貴族らとの間で争ったが、1468年にトロス・デ・ギサンド協定を結び、王位継承者を娘のフアナ・ラ・ベルトラネーハではなく、貴族らが推す異母妹のイサベルとすることに同意した。イサベルは1474年に即位し（イサベル1世）、アラゴン王太子でもある夫フェルナンドを共同統治者（フェルナンド5世）とした。一方、ポルトガル王妃となっていたフアナ・ラ・ベルトラネーハもカスティーリャ女王即位を宣言し、カスティーリャはイサベル支持派とフアナ支持派とに分裂する。フアナ支持派とポルトガルの連合軍に対し、イサベル派とアラゴンの連合軍は戦闘に勝利し、1479年、ポルトガルはイサベルの王位継承を承認した。同年にフェルナンドもアラゴン王に即位し（アラゴン王としてはフェルナンド2世）、カスティーリャとアラゴンが同君連合（カスティーリャ＝アラゴン連合王国）となった。イサベルとフェルナンドは国内の反対派を討伐した後、1482年に、対グラナダ戦争を開始する。そして1492年、グラナダは陥落し、レコンキスタは終結した。
1504年にイサベルが死去すると、フェルナンド5世はカスティーリャ王としての地位を失い、ハプスブルク家に嫁いでいた娘フアナが女王に即位、フェルナンド5世が摂政となった。1515年、カスティーリャはナバラ王国のピレネー山脈以南の部分（アルタ・ナバラ）を併合し、イベリア半島はカスティーリャ＝アラゴン連合王国とポルトガル王国の2か国となった。

## 新大陸
1492年、クリストファー・コロンブスが西インド諸島に到達。1494年にポルトガルとの間で締結されたトルデシリャス条約に基づき、カスティーリャ王国はアメリカ大陸をその領土にする。

## スペイン王国
フェルナンド5世が死去すると、孫のカルロス1世がアラゴン、カスティーリャ両王に即位する。これにより、ハプスブルク朝スペインが成立する。ただしこの時点では、カスティーリャ王国はスペインを構成する国のひとつとして、政治的に独自性を保持し続けた。カスティーリャ王国がスペイン王国に糾合され正真正銘消滅するのは、スペインが没落し、スペイン継承戦争を経てブルボン朝スペインが成立した後、フェリペ5世の時代に、遅まきながら国内の中央集権化が実施されたときであった。